# Liste des cathédrales de Belgique
Cet article dresse la liste des cathédrales de Belgique.

## Liste

### Église catholique

#### Cathédrales actuelles
Actuelles cathédrales de l'Église catholique :
- Anvers : cathédrale Notre-Dame (Onze-Lieve-Vrouwekathedraal, diocèse d'Anvers)
- Bruges : cathédrale Saint-Sauveur (Sint-Salvatorskathedraal, diocèse de Bruges)
- Bruxelles :
  - Cocathédrale collégiale Saints-Michel-et-Gudule ( Collegiale Sint-Michiel en Sint-Goedele-co-kathedraal, archidiocèse de Malines-Bruxelles, co-cathédrale)
  - Cathédrale Saint-Jacques-sur-Coudenberg (Kathedraal Sint-Jacob op de Koudenbergkerk, Diocèse aux Forces Armées Belges)
- Gand : cathédrale Saint-Bavon (Sint-Baafskathedraal, diocèse de Gand)
- Hasselt : cathédrale Saint-Quentin (Sint-Quintinuskathedraal, diocèse de Hasselt)
- Liège : cathédrale Saint-Paul (diocèse de Liège)
- Malines : cathédrale primatiale Saint-Rombaut (Primatiale Sint-Romboutskathedraal, archidiocèse de Malines-Bruxelles, cathédrale)
- Namur : cathédrale Saint-Aubain (diocèse de Namur)
- Tournai : cathédrale Notre-Dame (diocèse de Tournai)

#### Anciennes cathédrales
Anciennes cathédrales de l'Église catholique :
- Bruges : cathédrale Saint-Donatien, cathédrale du diocèse de Bruges, (détruite en 1799)
- Liège : cathédrale Notre-Dame-et-Saint-Lambert (cathédrale du diocèse de Liège, (détruite en 1794)
- Malmedy : cathédrale Saints-Pierre-Paul-et-Quirin, cathédrale  du diocèse d'Eupen-Malmedy de 1920 à 1925 (diocèse intégré au diocèse de Liège)
- Tongres : basilique Notre-Dame, cathédrale du diocèse de Tongres
- Ypres : cathédrale Saint-Martin, cathédrale du diocèse d'Ypres de 1559 à 1801 (diocèse supprimé)

### Autres Églises
- anglicane: Procathédrale de la Sainte-Trinité, à Bruxelles
- orthodoxe russe: Cathédrale Saint-Nicolas-le-Thaumaturge, à Bruxelles
- orthodoxe grecque:  Cathédrale Saints-Michel-et-Gabriel, à Bruxelles